# Синдром лёгкой нечувствительности к андрогенам
Синдром лёгкой нечувствительности к андрогенам (СЛНкА) — состояние, которое приводит к лёгкому ухудшению способности клеток реагировать на андрогены. Степень нарушения достаточна для нарушения сперматогенеза и / или развития вторичных половых признаков в период полового созревания у мужчин, но не влияет на дифференцировку или развитие гениталий. Нечувствительность к андрогенам существенно не влияет на развитие женских половых органов и половое развитие как таковой; СЛНкА диагностируется только у мужчин. Клинический фенотип, связанный с СЛНкА, представляет собой нормальную мужскую особь с лёгким дефектом сперматогенеза и / или уменьшенным количеством волос на теле.
СЛНкА является одной из трёх категорий синдрома нечувствительности к андрогенам (СНкА), поскольку СНкА дифференцируется в зависимости от степени маскулинизации половых органов: синдром полной нечувствительности к андрогенам (когда наружные гениталии имеют женский фенотип); синдром лёгкой нечувствительности к андрогенам (когда наружные гениталии имеют мужской фенотип) и синдром частичной нечувствительности к андрогенам (когда наружные гениталии частично, но не полностью, маскулинизированы). Синдром нечувствительности к андрогенам это наиболее частая причина гениталий неопределённого типа у людей с кариотипом 46.XY[14].

## Симптомы
Люди с СЛНкА (уровень 1 по шкале Куигли) рождаются фенотипически мужчинами с полностью маскулинизированными гениталиями; эта категория андрогенной нечувствительности диагностируется, когда степень нечувствительности к андрогенам у индивидуума с кариотипом 46, XY достаточно велика, чтобы нарушать вирилизацию или сперматогенез, но не настолько велика, чтобы нарушать нормальное мужское развитие гениталий. СЛНкА является самой лёгкой и наименее известной формой синдрома нечувствительности к андрогенам.
Существование варианта нечувствительности к андрогенам, который влиял исключительно на сперматогенез, был поначалу теоретическим. Случаи фенотипически нормальных мужчин с изолированным сперматогенным дефектом, вызванным мутацией АР, были впервые обнаружены в результате оценки мужского бесплодия. До этого ранние доказательства в поддержку существования СЛНкА ограничивались случаями, связанными с лёгким дефектом вирилизации, хотя в некоторых из этих ранних случаев учитывались некоторые степени нарушения маскулинизации гениталий, такие как гипоспадия или микропенис. По оценкам, 2-3% бесплодных мужчин имеют мутации гена АР.
Примерами фенотипов при СЛНкА являются изолированное бесплодие (олигоспермия или азооспермия), лёгкая гинекомастия в молодом возрасте, снижение количества волос на теле, высокий голос. У людей с СЛНкА внешние мужские гениталии (пенис, мошонка и уретра) в норме. Внутренние половые органы , включая вольфианские структуры (эпидидимиды, семявыносящие протоки и семенные пузырьки) и предстательную железу, также в норме; мужское бесплодие связано с уменьшенный объем битестикула, варикоцеле, ретракционными яичками, низким объемов эякулята, инфекциями мужских добавочных желез (MAGI) и орхитом паротита. Частота возникновения этих признаков у бесплодных мужчин с СЛНкА сходна с таковой у бесплодных мужчин без СЛНкА. СЛНкА не ассоциируется с присутствием в организме производных мюллеровых протоков.

### Спинальная и бульбарная мышечная атрофия
Спинальная и бульбарная мышечная атрофия (СиБМА), также известная как болезнь Кеннеди, представляет собой тяжёлый нейродегенеративный синдром, который связан с определённой мутацией полиглутаминового тракта рецептора андрогена, называемой расширением тринуклеотидного повтора. СиБМА случается, когда длина полиглутаминового тракта превышает 40 повторений.
Хотя технически это вариант СЛНкА, СиБМА не типично для нечувствительности к андрогенам; симптомы не проявляются до зрелого возраста и включают нервно-мышечные дефекты, а также признаки бездействия андрогенов. Нервно-мышечные симптомы включают прогрессирующую слабость проксимальных мышц, атрофию и фасцикуляцию. Симптомы андрогенной нечувствительности, с которыми сталкиваются мужчины с СиБМА, также прогрессируют и включают атрофию яичек, тяжёлую олигоспермию или азооспермию, гинекомастию и феминизированные изменения кожи, несмотря на повышенный уровень андрогенов. Начало заболевания, которое обычно сначала поражает проксимальную мускулатуру, встречается в третьем-пятом десятилетиях жизни, и ему часто предшествуют мышечные спазмы при нагрузке, тремор рук и повышенная мышечная креатинкиназа. СиБМА часто ошибочно диагностируют как боковой амиотрофический склероз (БАС).
Считается, что симптомы СиБМА вызваны двумя одновременными путями, включающими токсическое неправильное сворачивание белков и потерю функциональности АР. Полиглутаминовый тракт в поражённых родословных имеет тенденцию увеличиваться в длине в течение нескольких поколений, явление, известное как «предвидение», приводящее к увеличению тяжести заболевания, а также к уменьшению возраста начала заболевания для каждого последующего поколения. семья, пострадавшая от СиБМА.

### Сопутствующее заболевание
Все формы нечувствительности к андрогенам связаны с бесплодием, хотя были зарегистрированы исключения как для лёгких, так и для частичных форм. Считается, что продолжительность жизни не зависит от СНкА.

## Диагностика
СЛНкА диагностируется только у фенотипически нормальных мужчин и обычно не исследуется, за исключением случаев мужского бесплодия. У СЛНкА умеренная картина, которая часто остаётся незамеченной и не подвергается лечению; даже при наличии семенологических, клинических и лабораторных данных бывает трудно отличить мужчин с СЛНкА и без него, и поэтому диагноз СЛНкА обычно не делается без подтверждения мутация гена АР. Индекс чувствительности к андрогенам (ИЧкА), определяемый как продукт лютеинизирующего гормона (ЛГ) и тестостерона (Т), часто повышается у людей со всеми формами СНкА, включая СЛНкА, хотя у многих людей с СЛНкА ИЧкА находится в нормальном диапазоне. Уровень тестостерона может быть повышен, несмотря на нормальный уровень ЛГ. Преобразование тестостерона (Т) в дигидротестостерон (ДГТ) может быть нарушено, хотя и в меньшей степени, чем при дефиците 5α-редуктазы.  Высокий ИЧкА у фенотипически нормального мужчины, особенно в сочетании с азооспермией или олигоспермией, уменьшенным количеством волос на теле, и / или нарушениями преобразования Т в ДГТ, может быть показателем СЛНкА, и может потребовать генетического тестирования.

## Лечение
СЛНкА часто остаётся незамеченным. Лечение СЛНкА в настоящее время ограничивается симптоматически; методы для исправления неправильного белка рецептора андрогена, который является результатом мутации гена АР, в настоящее время недоступны. Лечение включает хирургическую коррекцию лёгкой гинекомастии и гипоспадии и добавление тестостерона. Было показано, что супрафизиологические дозы тестостерона корректируют сниженные вторичных половых признаков у мужчин с СЛНкА, помогают решить проблему бесплодия. Как и в случае с СЧНкА, мужчины с СЛНкА будут испытывать побочные эффекты от андрогенной терапии (такие как подавление гипоталамо-гипофизарно-гонадной оси) при более высокой дозировке, чем у незатронутых мужчин. Тщательный мониторинг необходим для обеспечения безопасности и эффективности лечения. Регулярные обследования груди и простаты могут быть необходимы из-за сопутствующей ассоциации с раком молочной железы и простаты.